# Neotrichia longissima
Neotrichia longissima is een schietmot uit de familie Hydroptilidae. De soort komt voor in het Neotropisch gebied.